# Manuel Planas i Casals
Manuel Planas i Casals (Barcelona, 17 de febrer de 1837- 11 de març de 1907) fou un advocat i polític català, germà de Josep Maria Planas i Casals.
Fill de Josep Planas i Compte natural de Sant Feliu de Guíxols i de Narcisa Casals i Vives natural de Barcelona. Fou un dels principals dirigents i cacics del Partit Liberal Conservador a Catalunya, considerat l'home de Cánovas del Castillo al Principat. Fou diputat provincial de 1877 a 1896 pel districte de Vilafranca del Penedès i president de la Diputació de Barcelona el 1884-1886 i el 1891-1894, i diputat pel districte de Granollers a les eleccions generals espanyoles de 1896, però va dimitir poc més tard quan fou nomenat senador vitalici. El febrer de 1892 també exercí un petit temps de governador civil.
Des del seu càrrec a la diputació defensà les lleis proteccionistes i el 1891 fou un dels artífex de l'abolició de la base cinquena de la Llei d'Aranzels. Formà part de la comissió encarregada de les subvencions per al ferrocarril de Granollers a Sant Joan de les Abadesses, impulsà la construcció del Palau de Justícia de Barcelona, així com les obres de la Casa de Maternitat i Expòsits, la canalització del riu Llobregat i proposà edificar una nova presó i crear un museu de belles arts. Participà en el Congrés Català de Jurisconsults.